# Маркс, Джек
Джон Джозеф «Джэк» Маркс (англ. John Joseph "Jack" Marks, родился в городе Брантфорд, Онтарио) — бывший профессиональный канадский хоккеист. За профессиональные команды выступал 20 лет, включая 2 сезона в НХЛ за команды Монреаль Уондерерз, Торонтос и Квебек Булдогз. В 1912 и 1913 годах выигрывал Кубок Стэнли вместе с Квебек Булдогз.
Маркс начал играть в 1899 году за команду Белливиль в Хоккейной ассоциации Онтарио. В команде Маркс провел 4 сезона, пропустив сезон 1902/03, когда он играл в профессиональный бейсбол. В 1904 году, после старта Федеральной любительской хоккейной лиги, Маркс вступил в команду Броквиль, где отыграл 2 сезона. В конце 1906 года подписал контракт с Нью-Глазго. В 1907 году вступил в команду Канадиан Су из Международной профессиональной лиги. Сезон 1907/08 он начал в команде Питтсбург, но после трех игр перешёл в Брэнтфорд. Позже некоторое время играл в Чикаго.
В 1911 году вернулся в Канаду и подписал контракт с Квебек Булдогз Национальной хоккейной ассоциации. С Булдогз Маркс провел 6 сезонов, выиграв 2 Кубка Стэнли в 1912 и 1913 годах. В 1917 году перешёл в Монреаль Уондерерз, но после того как команда обанкротилась, перешёл в Канадиэнс, которая сдала его в аренду команде из Торонто. В 1918 году он стал обладателем Кубка Стэнли в третий раз.

## Достижения
- Обладатель Кубка Стэнли в 1912, 1913 и 1918 годах.